# Joseph Fahrbach
Joseph Fahrbach (* 25. August 1804 in Wien; † 6. Juni 1883 ebenda) war Musiker.
Der Bruder von Anton Fahrbach, Friedrich Fahrbach und Philipp Fahrbach dem Älteren war von 1841 bis 1848 Militärkapellmeister, danach Kanzlist bei Erzherzogin Sophie, zwischen 1857 und 1867 Flöten- und Gitarrenvirtuose der Hofkapelle und des Hofoperntheater. Zuletzt führte er eine eigene Musikschule.
Er schrieb Flötenkonzerte sowie Opernphantasien und veröffentlichte Schriften über Fragen des Militärmusik sowie Lehrbücher für Holz- und Blechblasinstrumente, darunter die Bücher Neueste Wiener Flötenschule (1835), Neueste Wiener Fagottschule (1841), Neueste Wiener Clarinettenschule (1841) und Organisatione della musica militare austriaca (1846).
Er war auf dem Evangelischen Friedhof Matzleinsdorf in Wien beerdigt. Das Grab wurde bereits aufgelöst.